# 聰神星
聰神星（251 Sophia）是一顆位於小行星帶的小行星，由約翰·帕利扎於1885年10月4日所發現。
聰神星以法國天文學家胡戈·冯·泽利格的妻子蘇菲亞（Sophia）命名。